# Independencia (Porto Alegre)
Independencia es un barrio de clase alta de la ciudad de Porto Alegre, Brasil. Fue creado por la Ley 2,022 del 7 de diciembre de 1959 y modificado por ley 12,112 del 2016.

## Historia
Los orígenes del barrio se remontan a la segunda mitadl del siglo XVIII a través de la apertura de su principal vía, la hoy Avenida Independência, inicialmente conocida como Estrada de Cima o Caminho da Aldeia. Fue un camino que surgió de manera espontánea como una de las salidas desde Porto Alegre hacia la Aldeia dos Anjos, actual ciudad de Gravataí. El poblamiento de la zona fue impulsada por la construcción de un molino de viento en una parte elevada de dicha vía perteneciente a un mineiro llamado Antônio Martins Barbosa. El trigo era desde entonces un producto importante para la economía de Río Grande del Sur. En virtud de este y otros molinos, se puede decirq ue la historia del barrio está muy ligada con la de su vecino Moinhos de Vento.
Otro gran factor para el crecimiento del barrio fue la Iglesia de Nuestra Señora de la Concepción inaugurada en 1858.  El templo fue construido en un terreno donado por la Rafaela Pinto Bandeira en 1847 y construido en estilo barroco colonial tardío. Hoy es uno de los templos más antiguos de la ciudad. En 1867 la Beneficência Portuguesa fundó su hospital al lado de la iglesia de la Concepción. Esta sociedad filantrópica creada para ayudar a la comunidad portuguesa en Porto Alegre había funcionado hasta entonces en una sala de la Santa Casa de Misericórdia. Dentro de su hospital está instalado hoy el Museo de Historia de la Medicina de Río Grande del Sur.
Ubicado en una parte elevada de la ciudad, cercana al Centro Histórico, el barrio se hizo el lugar preferido para la vivienda de las clases media y alta porto alegrenses de inicio del siglo XX, sobre todo en las inmediaciones de la avenida Independencia que hasta hoy concentra casonas y edificios antiguos, algunos de los cuales fueron declarados como patrimonio histórico cultural por el municipio como son la Casa Torelly (1899) y la Casa Godoy (1907).
En junio de 1905, se instaló en la rúa Ramiro Barcelos la primera escuela del barrio: el Colegio Nuestra Señora del Buen Consejo, administrado por las hermanas franciscanas de la Penitencia y Caridad Cristiana, las que ya daban, desde 1900, clases a niños en una casa alquilada conocida como "Escolinha do Bairro Moinhos de Vento". El Buen Consejo, inicialmente, sólo aceptaba estudiantes mujeres, tenía clases en alemán y portugués y, hasta el año de 1960, adoptaba el régimen del internado recibiendo muchas alumnas del interior del estado. Luego del Buen Consejo, el Colegio Nuestra Señora del Rosario, una institución creada en 1904 por los hermanos maristas, se instaló en el barrio en febrero de 1927, frente al hospital de la Beneficencia Portuguesa y al lado de la Plaza Dom Sebastião. A partir de la década de 1930, la escuela pasó a ofrecer cursos superiores que dieron origen a las facultades de la actual Pontificia Universidad Católica de Río Grande del Sur, la que se trasladó para su propio campus en 1967. Además de esos dos colegios privados, funciona en el barrio una escuela pública de enseñanza primaria, la Othelo Rosa, nombrada en homenaje a Otelo Rodrigues Rosa, escritor, periodista y servidor público.
A partir de la década de 1940, el desarrollo y urbanización de otros barrios de la ciudad hizo que la clase media disminuyese y varias casas dieron lugar a grandes edificios de departamentos y comerciales, Ejemplo de ello es el Edificio Esplanada, un gran edificio residencial construido en 1952, de estilo modernista, está ubicado en la esquina de la avenida Independência y la rúa Ramiro Barcelos.